# Зарубин, Николай Николаевич
Никола́й Никола́евич Зару́бин (18 июля 1893, Уфа, Уфимская губерния, Российская империя — 1 марта 1942, Ленинград) — советский филолог и литературовед.

## Биография
Родился 18 (30) июля 1893 года в Уфе в семье тайного советника.
Отец Николай Павлович Зарубин (1845—1909) — управляющий Уфимской казённой палатой в 1890—1909 годах. Дед Павел Алексеевич Зарубин был известным изобретателем.
В 1911 году окончил Витебскую мужскую гимназию и в этом же году поступил на славяно-русское отделение историко-филологического факультета Петербургского университета. В феврале 1912 года за участие в студенческой демонстрации был арестован и подвергнут двухмесячному аресту. Осенью 1912 года приступил к занятиям по истории древнерусской литературы в просеминарии профессора Н. К. Никольского. В октябре 1917 года по представлении зачётной работы был удостоен диплома 1-й степени и оставлен при Петроградском университете для подготовки к профессорскому званию по кафедре русского языка и литературы. В октябре 1918 уехал из Петрограда, до 1920 преподавал в школах Витебской губернии и уезда. 
В январе 1919 года Н. Н. Зарубин был делегирован учащимися Витебского уезда в Москву для участия во Всероссийском съезде учителей-интернационалистов и деятелей народного образования. Летом 1920 года был вторично оставлен при Петроградском университете на кафедре русского языка и литературы и одновременно зачислен на должность научного сотрудника Отделения русского языка и словесности по Музею славяно-русской книжности. С октября 1925 года состоял старшим библиотекарем и заведующим Отделом книг XVIII века I-го Отделения Библиотеки Академии наук СССР; в конце 1928 года баллотировкой в Общем собрании АН СССР был утверждён в должности старшего научного хранителя Комиссии по изданию памятников древнерусской литературы; в связи с сокращением этой должности в ноябре 1930 года был назначен научным сотрудником I-го разряда Комиссии древнерусской литературы, затем перечислен в штат ИРЛИ с оставлением в прежней должности; с сентября 1936 переведен в штат Библиотеки Академии наук СССР. 
На заседании Президиума АН СССР 25 октября 1935 года был утвержден кандидатом литературоведения без защиты диссертации. В декабре 1935 года был представлен академиком Н. К. Никольским к присуждению степени доктора литературоведения без защиты диссертации.
Умер от голода 1 марта 1942 года в блокадном Ленинграде.